# Psaliodes samaniegoi
Psaliodes samaniegoi är en fjärilsart som beskrevs av Paul Dognin 1891. Psaliodes samaniegoi ingår i släktet Psaliodes och familjen mätare. Inga underarter finns listade i Catalogue of Life.